# Arielia cancellata
Arielia cancellata é uma espécie de gastrópode do gênero Arielia, pertencente a família Mitromorphidae.